# Frontières du Mozambique

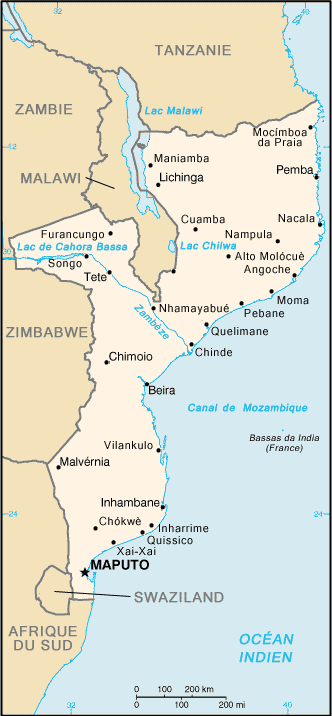
Carte du Mozambique, mettant en évidence ses frontières terrestres avec les pays voisins.

Cet article recense les frontières du Mozambique.

## Frontières

### Frontières terrestres
Le Mozambique partage des frontières terrestres avec ses 6 pays voisins : la Tanzanie, le Malawi, la Zambie, le Zimbabwe, l'Afrique du Sud et l'Eswatini pour un total de 4 571 km.
Le tableau suivant récapitule l'ensemble des frontières terrestres du Mozambique :
| Pays           | Frontière terrestre (km) | Notes |
| -------------- | ------------------------ | ----- |
| Tanzanie       | 756                      |       |
| Malawi         | 1569                     |       |
| Zambie         | 419                      |       |
| Zimbabwe       | 1231                     |       |
| Afrique du Sud | 491                      |       |
| Eswatini       | 105                      |       |
| Total          | 4571                     |       |

### Frontières maritimes
Le Mozambique partage des frontières exclusivement maritimes avec trois pays : les Comores, la France et Madagascar.
Le Mozambique partage également une frontière terrestre et maritime avec l'Afrique du Sud et la Tanzanie.